# 鈍葉大果漆
鈍葉大果漆（学名：Semecarpus cuneifomis）为漆樹科大果漆樹屬下的一个种。